# 칼스크로나시

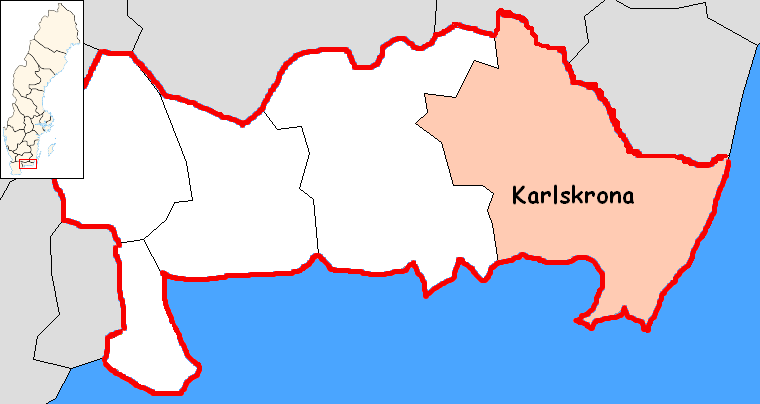
칼스크로나 시의 위치

칼스크로나시(스웨덴어: Karlskrona kommun)는 스웨덴 블레킹에주에 위치한 지방 자치체로 행정 중심지는 칼스크로나(블레킹에 주의 주도)이며 면적은 3,338.05km2, 인구는 66,262명(2016년 12월 31일 기준), 인구 밀도는 20명/km2이다.

시 문장